# Griderò il tuo nome
Griderò il tuo nome è il sesto singolo della cantante italiana Tecla, pubblicato il 24 giugno 2022.

## Descrizione
Il brano è stato pubblicato come singolo digitale il 24 giugno 2022 ed è entrato in rotazione radiofonica in Italia a partire dal successivo 8 luglio.

## Video musicale
Il video, diretto da Giorgio Angelico, è stato pubblicato il 1º luglio 2022 sul canale YouTube della cantante.

## Tracce
Testi di Tecla Insolia, Andrea Papazzoni e Francesco Oppedisano, musiche di Mario Meli e Riccardo Schiara.
1. Griderò il tuo nome – 2:33